# Stig Nilsson (fiktiv person)
Stig Nilsson har i den svenska Försvarsmaktens utbildningsmaterial Soldaten i fält varit namnet på en fiktiv svensk soldat som hållits som krigsfånge i illustrerade exempel.
När han utsätts för förhör följer han Genèvekonventionerna och uppger tjänstegrad (menig), namn och personnummer men inget annat.
Stig Nilsson har i olika upplagor haft personnumret 500610-5937, 660610-5935 och 800610-5935. Sedan 2010-talet har försvarsentusiaster uppmärksammat hans födelsedag den 10 juni i sociala medier.